# Махавамса
«Махавамса» («Велика хроніка») — історична поема про царів Шрі-Ланки, написана мовою палі. Авторство приписують монахові Маханамі з Анурадхапури.
Перше друковане видання й англійський переклад «Махавамси» були опубліковані в 1837 році Джорджем Тернером, істориком і чиновником Цейлонської цивільної служби. Вільгельмом Гейгером у 1912 році був закінчений німецький переклад «Махавамси». Його ж потім перекладено англійською мовою М. Х. Бодом, а отриманий результат перевірено особисто Гейгером.

## Історія
Створення «Махавамси» датується V—VI століттям до н. е.. Воно відбувалося у декілька етапів і з використанням різних джерел, наприклад, усних переказів, пунняпоттхак («книг заслуг»), більш ранніх палійських і можливо навіть сингальських хронік. Суттєвою рисою історичної оповіді «Махавамси» є привнесення буддійських елементів і звеличення Шрі-Ланки як обраного Острова дхарми.
Щодо історії Індії, «Махавамса» охоплює період від правління Бімбісари (кінець VI століття до н. е.) до Ашоки, стосовно ж історії Ланки — від приходу царя Віджаї (V століття до н. е.) з Калінги (стародавня Одіша) до правління царя Махасени (IV століття н. е.).
Це одне з тих джерел, які містять дані про нагів і якша, що населяли Шрі-Ланку до прибуття легендарного Віджаї.
Часто посилаючись на царські династії Індії, «Махавамса» також цінна для істориків, які бажають датувати і співвіднести династії, що одночасно існували на Індійському субконтиненті.

## Буддизм
«Махавамса» хоч і не включена до буддійського канону, проте є цінним джерелом з буддизму тгеравади. Хроніка зачіпає ранню історію цієї релігії на Шрі-Ланці, починаючи з часів Сіддхартхи Гаутами, відомого під ім'ям Будди. Вона також коротко викладає історію буддизму в Індії, від смерті Будди до різних буддійських соборів, коли переглядалося поняття дхарми. Зважаючи на зміст тексту, можна стверджувати, що він був складений з метою записати благі діяння царів, які були покровителями храму Махавіхари в Анурадхапурі.

## Епічна поема
Крім своєї цінності як історичного джерела, «Махавамса» значуща і як важлива епічна поема мовою палі. Її описи битв і вторгнень, палацових інтриг, значних будівель у вигляді ступ і водних резервуарів написані віршами, які змогли значною мірою зберегти і зобразити буддійський світогляд тієї епохи.
Частини поеми переказувалися і перекладалися іншими мовами. Так, розширену версію «Махавамси», збагачену новими деталями, було знайдено в Камбоджі. Безпосереднім продовженням «Махавамси» виступає палійська хроніка «Чулавамса», яка іноді розглядається з нею як єдине ціле. Крім того, «Махавамса» поклала початок багатьом іншим палійським хронікам, ставши для них своєрідним зразком, а саме «Махабодхі-вамсі», «Даттха-вамсі» та іншим. Це, можливо, зробило Шрі-Ланку на деякий час світовим центром палійської літератури.

## Політичне значення
«Махавамса», особливо в сучасній Шрі-Ланці, використовується і в політичних цілях. Так, сингалезька більшість часто застосовує поему як доказ своїх тверджень про те, що Шрі-Ланка була з давніх часів буддійською країною з сингалезьким населенням. Цей погляд на «Махавамсу» був оскаржений Р. Р. Поннамбаламом, лідером тамільських націоналістів у 1930-ті роки. Він стверджував, що більшість царів у хроніці, включно з Віджаєю, Каш'япою і Паракрамабахою, були тамілами, а в 1939 році у своїй промові в місті Навалпітія лідер тамілів зовсім заперечив тезу про сингалезьку Шрі-Ланку. Сингалезька більшість відповіла стихійним бунтом, який охопив Навалпітію, Пассару, Маскелію і навіть Джафну. Бунти були швидко придушені британською колоніальною адміністрацією, але пізніше ця ситуація не одноразово призводила до виникнення різних рухів під час громадянської війни на Шрі-Ланці, яка скінчилась у 2009 році.

## Видання та переклади
- Turnour, George. — The Mahawanso in Roman Characters with the Translation Subjoined, and an Introductory Essay on Pali Buddhistical Literature. Vol. I containing the first thirty eight Chapters. Cotto, 1837.
- Sumangala, H., Silva Batuwantudawa, Don Andris de. — The Mahawansha from first to thirty-sixth Chapter. Revised and edited, under Orders of the Ceylon Government by H. Sumangala, High Priest of Adam's Peak, and Don Andris de Silva Batuwantudawa, Pandit. Colombo, 1883.
- Geiger, Wilhelm; Bode, Mabel Haynes (transl.); Frowde, H. (ed.). — The Mahavamsa or, The great chronicle of Ceylon / translated into English by Wilhelm Geiger … assisted by Mabel Haynes Bode…under the patronage of the government of Ceylon. London: Pali Text Society, 1912 (Pali Text Society, London. Translation series ; no. 3).
- Guruge, Ananda W.P. — Mahavamsa. Calcutta: M. P. Birla Foundation, 1990 (Classics of the East).